# Macedo de Cavaleiros (freguesia)
Macedo de Cavaleiros is een plaats (freguesia) in de Portugese gemeente Macedo de Cavaleiros en telt 6087 inwoners (2001).